# Malene Helgøová
Malene Helgøová (nepřechýleně: Helgø, * 26. srpna 1999 Oslo) je norská profesionální tenistka. V rámci okruhu ITF získala devět titulů ve dvouhře a sedm ve čtyřhře.
Na žebříčku WTA byla ve dvouhře nejvýše klasifikována v lednu 2023 na 317. místě a ve čtyřhře v červenci téhož roku na 323. místě.
V norském týmu Billie Jean King Cupu debutovala v roce 2016 základním blokem 3. skupiny zóny Evropy a Afriky. Proti Maroku a Kosovu vyhrála čtyřhry a v duelu s Mosambikem dvouhru. Přispěla tím k vítězství Norek v ulcinjském bloku a následnému postupu do 2. skupiny. Do roku 2025 v soutěži nastoupila k dvaceti sedmi mezistátním utkáním s bilancí 13–11 ve dvouhře a 13–5 ve čtyřhře.
Norsko opakovaně reprezentovala v soutěži smíšených družstev, United Cupu, poprvé v úvodním ročníku 2023.

## Tenisová kariéra
V juniorském tenise startovala na všech grandslamech, se čtvrtfinálovým maximem ze čtyřher ve Wimbledonu 2016 a na Australian Open 2017. Po skočení melbournského majoru dosáhla v lednu 2017 žebříčkového maxima, když jí v juniorské kombinované klasifikaci ITF patřila 29. příčka.
V rámci okruhu ITF debutovala jako patnáctiletá v říjnu 2014, když na turnaji v rodném Oslu, dotovaném 10 tisíci dolary, obdržela divokou kartu. Přes Ninu Stojanovićovou prošla do čtvrtfinále, v němž nestačila na krajanku Emmu Floodovou ze sedmé světové stovky. Připsala si tak první body do žebříčku WTA. Premiérový singlový titul v této úrovni tenisu vybojovala během července 2018 v Haagu, na turnaji s rozpočtem 15 tisíc dolarů. Ve finále přehrála Švédku Idu Jarlskogovou, s níž ztratila jediný set v soutěži.
Na okruhu WTA Tour prožila premiéru v lednové soutěži týmů, United Cupu 2023. Ve skupině podlehla brazilské světové patnáctce Beatriz Haddad Maiové i Italce Martině Trevisanové. Navazující týden vypadla v úvodu kvalifikace Hobart International 2023
s hráčkou z deváté světové desítky Marynou Zanevskou. Do série WTA 125 poprvé zasáhla na båstadském Nordea Open 2023, kde ji časnou porážku přivodila Američanka Louisa Chiricová z třetí stovky klasifikace. Jako 544. hráčka pořadí dovedla čtvrtfinálový duel United Cupu 2024 proti francouzské světové dvacítce Caroline Garciaové do tiebreaku rozhodující sady. Zkrácenou hru však ztratila dvoubodovým rozdílem.

## Tituly na okruhu ITF
| Kategorie okruhu ITF | Kategorie okruhu ITF |
| -------------------- | -------------------- |
| Turnaje W100         | Turnaje W80          |
| Turnaje W75/W60      | Turnaje W50/W40      |
| Turnaje W35/W25      | Turnaje W15/W10      |

### Dvouhra (9 titulů)
| Č. | datum         | turnaj                | kategorie | povrch    | poražená finalistka      | výsledek         |
| -- | ------------- | --------------------- | --------- | --------- | ------------------------ | ---------------- |
| 1. | červenec 2018 | Haag, Nizozemsko      | W15       | antuka    | Ida Jarlskogová          | 6–4, 4–6, 6–3    |
| 2. | červenec 2018 | Sandefjord, Norsko    | W15       | antuka    | Lisa Ponomarová          | 6–3, 4–6, 6–3    |
| 3. | březen 2019   | Tabarka, Tunisko      | W15       | antuka    | Darija Lodikovová        | 6–1, 3–6, 7–5    |
| 4. | září 2020     | Varna, Bulharsko      | W15       | antuka    | Sebastianna Scilipotiová | 6–7(1), 6–3, 6–3 |
| 5. | listopad 2022 | Haabneeme, Estonsko   | W25       | tvrdý (h) | Arantxa Rusová           | 6–4, 6–2         |
| 6. | červenec 2023 | Périgueux, Francie    | W25       | antuka    | Sapfo Sakellaridiová     | 6–3, 6–3         |
| 7. | březen 2024   | Helsinky, Finsko      | W35       | tvrdý (h) | Dejana Radanovićová      | 6–3, 6–2         |
| 8. | březen 2024   | Šarm aš-Šajchh, Egypt | W15       | tvrdý     | Marie Weckerleová        | 6–3, 6–2         |
| 9. | březen 2024   | Šarm aš-Šajchh, Egypt | W15       | tvrdý     | Julie Belgraverová       | 6–1, 6–0         |

### Čtyřhra (7 titulů)
| Č. | datum         | turnaj                   | kategorie | povrch    | spoluhráčka                 | poražené finalistky                            | výsledek    |
| -- | ------------- | ------------------------ | --------- | --------- | --------------------------- | ---------------------------------------------- | ----------- |
| 1. | listopad 2017 | Stockholm, Švédsko       | W15       | tvrdý (h) | Fanny Östlundová            | Maryna Kolbová Nadija Kolbová                  | bez boje    |
| 2. | červenec 2018 | Sandefjord, Norsko       | W15       | antuka    | Astrid Wanja Brune Olsenová | Nora Niedmersová Jukina Saigóová               | 6–1, 6–4    |
| 3. | únor 2019     | Šarm aš-Šajch, Egypt     | W15       | tvrdý     | Mariana Dražićová           | Merel Hoedtová Noa Liauw a Fong                | 6–4, 6–3    |
| 4. | červenec 2019 | Sandefjord, Norsko       | W15       | antuka    | Astrid Wanja Brune Olsenová | Suzan Lamensová Annick Melgersová              | 6–3, 6–3    |
| 5. | září 2019     | Székesfehérvár, Maďarsko | W15       | antuka    | Nefisa Berberovićová        | Katarína Kužmová Laura Svatiková               | 7–5, 6–1    |
| 6. | prosinec 2019 | Monastir, Tunisko        | W15       | tvrdý     | Mariana Dražićová           | Yvonne Cavallé Reimersová Bojana Marinkovićová | 7–6(4), 6–1 |
| 7. | listopad 2022 | Haabneeme, Estonsko      | W25       | tvrdý (h) | Suzan Lamensová             | Dalila Jakupovićová Arantxa Rusová             | 6–2, 6–1    |